# Csoronika
Csoronika Pécs egyik városrésze a Donátus és Egyetemváros között, a Makár-hegy keleti oldalán, a Mecsekoldalban.

## Nevének eredete
A Csoronika név a szerb-horvát crno 'fekete' vagy a crnica 'fekete föld' szóval lehet kapcsolatban. Esetleg a szerbhorvát crnika 'örökzöld tölgy', illetve más növénynév lappang e névben. Talán az ide vezető Fekete út is kapcsolatban van a Csoronika névvel. Az itt fakadó forrás neve: Csoronika-forrás.